# 梭单隔孢菌目
梭单隔孢菌目（学名：Jahnulales）为座囊菌纲的一目真菌。

## 下属分类
- 不整柄菌科 Aliquandostipitaceae
- 巨纺锤囊壳科 Manglicolaceae